# Giuseppe Morosini
Giuseppe Morosini (né le 19 mars 1913 à Ferentino et mort le 3 avril 1944 à Rome) est un prêtre italien fusillé en 1944 à Rome pour son activité en faveur de la Résistance.

## Adaptations cinématographiques
Giuseppe Morosini inspira le personnage de don Pietro Pellegrini dans Rome, ville ouverte, film de Roberto Rossellini (1945), et le père Morosini dans La Pourpre et le Noir, téléfilm américano-italien réalisé par Jerry London d'après le roman historique The Scarlet Pimpernel of the Vatican de J.P. Gallagher.